# لواء شهداء الإسلام
كتائب شهداء الإسلام (لواء شهداء الإسلام) هي جماعة مسلحة سورية تشكلت في ضاحية داريا في ريف دمشق وكانت المجموعة الرئيسية التي كانت تعمل في الضاحية، والمجموعة الثورية السورية الوحيدة التي تخضع تماما لسلطة مجلس المدينة المحلي، وتلقت صواريخ مضادة للدبابات من طراز بي جي إم-71 تاو من الولايات المتحدة على الرغم من الحصار الضيق داريا بين عامي 2012 و2016.

## الهيكل العسكري
لقد كان أعلى مستوى قيادة للمجموعة هو المجلس المحلي لمدينة داريا، ويتولى قيادة الفريق «سعيد نقرش» (الاسم أبو جمال)، وهو نقيب انشق عن الجيش السوري بداية 2012، وكان قائد العمليات القائد الملازم أبو عمر، تم إنشاء أكاديمية عسكرية في داريا خلال حصار المجموعة.

## حصار داريا
تشكلت كتائب شهداء الإسلام في 5 آذار 2013 كدمج 8 وحدات مسلحة تابعة للجيش السوري الحر في داريا، في 14 فبراير 2014، وقعت المجموعة على اتفاقية تم من خلالها إنشاء الجبهة الجنوبية  وكجزء من إعلان الجبهة الجنوبية للمبادئ التي كان لواء شهداء الإسلام عضوا موقعا عليها، تعهدت الجماعات بالإطاحة بحكومة بشار الأسد السورية والقتال من أجل حقوق الإنسان في سوريا وفقا للشريعة الدولية.
منذ أغسطس/آب 2015، قتل أكثر من 120 مسلحا في داريا، وبحلول يوليو/تموز 2016، ظل أقل من 1000 مقاتل من كتائب شهداء الإسلام واتحاد أجناد الشام الإسلامي في الضاحية.

## ما بعد داريا
في سبتمبر/أيلول 2016، بعد 4 سنوات من الحصار في داريا واتفاق مع القوات المسلحة السورية، تم إجلاء جميع المقاتلين ال 700 الباقين من كتائب شهداء الإسلام من داريا إلى محافظة إدلب شمال سوريا، ومنذ ذلك الحين، أدان قائدها، سعيد نقرش، الجبهة الجنوبية بسبب عدم القيام بأي شئ لاجل داريا، مع مصادر تفيد بأن الجماعة تخطط للانضمام إلى جيش الإسلام بدلا من ذلك، ونفى القائد ذلك وأكد على أنه سيصبح فصيلا مستقلا، وفور وصول المجموعة إلى ادلب، اعتقلت جبهة النصرة بعض من أفضل مقاتليها، تم إطلاق سراحهم في نهاية المطاف، شارك نقرش لفترة وجيزة في محادثات أستانا في يناير 2017 ، وما تلاها من جولات لاحقة .